# Koirasaari (ö i Södra Savolax, Nyslott, lat 62,07, long 29,01)
Koirasaari är en ö i Finland. Den ligger i sjön Ylä-Enonvesi och i kommunen Enonkoski i den ekonomiska regionen  Nyslotts ekonomiska region  och landskapet Södra Savolax, i den sydöstra delen av landet, 300 km nordost om huvudstaden Helsingfors. Öns area är 0,3 hektar och dess största längd är 160 meter i sydöst-nordvästlig riktning.